# Hercules Robinson
Hercules George Robert Robinson (19 décembre 1824 – 28 octobre 1897) est un administrateur colonial et homme d'État britannique qui est notamment le quinzième gouverneur de Nouvelle-Galles du Sud et le cinquième gouverneur de Hong Kong. Il ne doit pas être confondu avec William Robinson, qui est le 11e gouverneur de Hong Kong.

## Biographie

### Jeunesse et formation
Il est d'ascendance irlandaise par ses deux parents. Son père est l'amiral Hercules Robinson, sa mère est originaire de Rosmead, dans le comté de Westmeath, lieu duquel il prend son titre de noblesse. 
Après ses études à l'Académie royale militaire de Sandhurst il est affecté au 87e régiment d'infanterie en 1843, il est nommé lieutenant en 1844 puis capitaine. Ensuite, en 1846, grâce à Lord Naas, Robinson obtient un poste au sein du Conseil des Travaux publics d'Irlande, enfin devient commissaire en chef des foires et des marchés. 

### Pendant la Famine irlandaise de 1848
L'énergie qu'il déploie dans ces postes, notamment pendant la famine de 1848, et la clarté et la rigueur de ses rapports, lui valent à l'âge de trente ans, d'occuper la fonction de président de l'île de Montserrat aux Antilles. 

### Services coloniaux
Par la suite, Robinson est nommé gouverneur de l'île Saint-Christophe en 1855 et reste à ce poste jusqu'en 1859. Cette année-là, Robinson est nommé gouverneur de Hong Kong, le plus jeune gouverneur de Hong Kong de l'histoire coloniale. Il reste à ce poste jusqu'en mars 1865. 
Au cours de son mandat, Robinson obtient le contrôle de la péninsule de Kowloon du Gouvernement impérial chinois, ce qui accroit la taille du territoire. Auparavant, la Colonie de Hong Kong ne se composait que de l'île de Hong Kong. De plus, Robinson ordonne la construction du barrage de Pokfulam, ce qui permet un approvisionnement régulier en eau pour les habitants de Hong Kong dans les années à venir. Robinson est également crédité d'avoir mis en service le premier système d'éclairage de ville au gaz.   
Au cours de son administration, la HSBC, ainsi que la Standard Chartered, s'installent à Hong Kong. Les deux ont la responsabilité d'imprimer des billets de banque au nom du gouvernement, une responsabilité que les banques détiennent encore aujourd'hui.
En 1869, Robinson est nommé gouverneur du Ceylan britannique puis, du 3 juin 1872 à mars 1879,  gouverneur de Nouvelle-Galles du Sud. Pendant cette période, Robinson participe avec succès à l'annexion des îles Fidji à l'Empire britannique par l'Acte de Cession de 1874. Il occupe provisoirement les fonctions de gouverneur des Fidji, du 10 octobre 1874 à juin 1875, tout en étant gouverneur de Nouvelle-Galles du Sud. En mars 1879, Robinson devient gouverneur de Nouvelle-Zélande et, en 1880, il succède à Henry Bartle Frere en tant que Haut Commissaire pour l'Afrique australe. 
Robinson arrive en Afrique du Sud peu de temps avant la catastrophe de la bataille de Majuba, et est un des commissaires chargés de négocier la paix. On sait que ce travail lui est personnellement très désagréable, car devait concilier d'une part une partie néerlandaise heureuse après la victoire et, d'autre part, une partie britannique presque prête à abandonner la colonie.

### Les négociations en Afrique du Sud
En 1883, Robinson est rappelé en Angleterre pour informer le gouvernement sur les termes du nouvel accord conclu avec les Boers du Transvaal. Le 27 février 1884, Robinson signe, pour le gouvernement britannique, la Convention de Londres, avec Paul Kruger, le nouveau Président du Transvaal, SJ du Toit et NJ Smit représentant le Transvaal. 

### Lutte contre les Boers
À son retour en Afrique du Sud, Robinson trouve une situation critique au Bechuanaland (l'actuel Botswana), où des commandos Boers ont envahi de grandes étendues de territoire et proclamé la création des "républiques" de Stellaland et Goshen. Les commandos refusent de se retirer dans les limites du Transvaal tel que défini par la nouvelle convention, et Robinson, conscient de la nécessité de conserver ce pays - la route principale vers le nord pour les navires vers ou en provenance des pays bordant l'océan Indien - à l'Empire britannique, se détermine pour une action vigoureuse.
John Mackenzie puis, plus tard, Cecil Rhodes sont envoyés pour garantir la soumission pacifique des Boers, mais sans résultat immédiat, en partie en raison de l'attitude du gouvernement du Cap. La déclaration de Robinson, suivant les conseils du gouvernement, selon laquelle la réconciliation des colons avec les rebelles Boers équivalait à une approbation de la criminalité, conduit à l'expédition de Charles Warren et l'annexion du Bechuanaland au début de 1885. 
Les difficultés de position de Robinson sont illustrées par le différend qui l'oppose à Warren, qui déclare que les devoirs du Haut-Commissaire sont parfois en conflit avec les décisions qu'en tant que gouverneur de la colonie du Cap, il est tenu de prendre sur l'avis de ses ministres dans l'intérêt de la colonie. Hercules Robinson réussit à gagner la confiance du Président Kruger par son esprit équitable, tandis qu'il apporte son soutien à Rhodes pour unir les parties britanniques et néerlandaises sur la colonie du Cap. Son comportement, cependant, reste celui d'un administrateur et non d'un homme d'État, se contentant de régler les difficultés à mesure qu'elles se présentent. 
En 1886, Robinson est chargé d'enquêter sur les accusations portées contre John Pope-Hennessy, gouverneur de l'île Maurice et décrète sa suspension en attendant la décision des autorités nationales qui, finalement, le réintègrent. En 1887, Robinson est chargé par Rhodes de signer un traité avec le roi Lobengula qui assure des droits aux Britanniques sur les terres des Matabeles et des Mashonas. 

### Retrait de la vie publique
En mai 1889, Robinson prend sa retraite. Dans son discours d'adieu, il déclare qu'il n'y avait pas de place permanente pour l'Afrique du Sud dans un système de gouvernement britannique direct. Cela est interprété comme le fait qu'il est partisan de l'indépendance à terme de l'Afrique du Sud, une idée pourtant qui lui répugnait. Il explique dans une lettre adressée au Times en 1895 qu'il avait opposé la "direction directe par Downing Street des colonies de la couronne, au système des gouvernements coloniaux responsables." 
Au début de 1895, alors qu'il est entré dans sa 71e année avec un état de santé médiocre, il cède aux sollicitations du gouvernement de Lord Rosebery et repart en Afrique du Sud, où il succède à Henry Loch.
Son deuxième mandat n'a pas de chance. Le raid de Jameson produit une coupure complète entre lui et Cecil Rhodes, et il n'est pas apprécié par le nouveau Ministre des colonies, Joseph Chamberlain, qui a critiqué sa nomination et qui, maintenant, souhaite que Robinson saisisse l'occasion pour régler la question des Uitlanders au Transvaal. 
Robinson répond que le moment est inopportun, et qu'on devait lui laisser le choix du moment pour régler le problème. Inquiet du danger imminent de guerre, il limite ses efforts à inciter les habitants de Johannesburg à déposer les armes à condition que la vie des révoltés soit épargnée, ne sachant pas que l'accord a déjà été pris par Jameson. Il retourne en Grande-Bretagne pour s'entretenir avec le gouvernement, et en 1896, est nommé pair avec le titre de Baron Rosmead. Il retourne en Afrique du Sud plus tard dans l'année, mais est contraint par la maladie de quitter son poste en avril 1897.

### Mort
Il meurt le 28 octobre 1897 et est enterré au cimetière de Brompton à Londres.

## Distinctions
- Ordre de Saint-Michel et Saint-Georges Chevalier commandeur (GCMG), 1875[1]
- Chevalier, 1859[2]
- Baronnet, 1891[3]
- 1er baron Rosmead, 1896[4]